# ناحیه بولون
ناحیه بولون (به لاتین: Bulunsky District) یک ناحیه در روسیه است که در یاقوتستان واقع شده‌است.